# Ђевор
Ђевор је насељено мјесто у Босни и Херцеговини у Општини Јабланица које административно припада Федерацији Босне и Херцеговине. Према попису становништва из 1991. у насељу је живјело 261 становника.

## Становништво
| Националност       | 1991.        |
| Муслимани          | 256 (98,08%) |
| Хрвати             | 0            |
| Срби               | 0            |
| Југословени        | 5 (1,92%)    |
| остали и непознато | 0            |
| Укупно             | 261          |